# Éthoxyhexane
L'éthoxyhexane est un éther. C'est un composé organique de formule C8H18O.

## Risques
Le produit est à la fois corrosif et irritant.